# 두부요괴
《두부요괴》(일본어: 豆富小僧 도후코조[*])는 2011년 공개된 일본의 애니메이션 영화이다.

## 출

### 주연
- 후카다 쿄코
- 타케다 테츠야
- 마츠다이라 켄
- 야지마 아키코
- 코이케 텟페이
- 오오이즈미 요
- 미야사코 히로유키
- 단 레이
- 하루나 아이
- 히라노 아야